# القمة العربية 1973 (الجزائر)

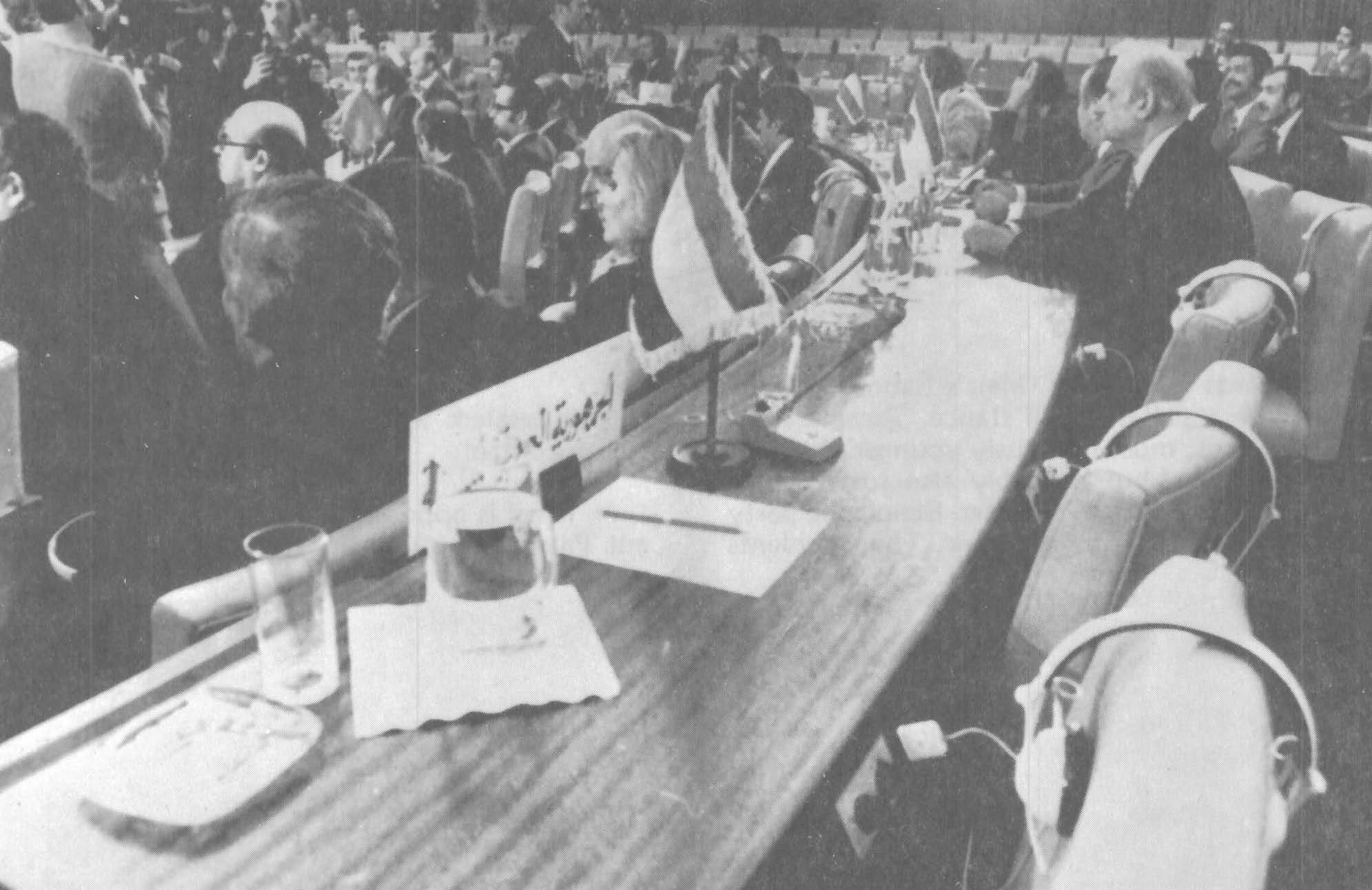
تكشف الصورة مقاعد الدولتين العراق و ليبيا فارغة بعد مقاطعتهم المؤتمر القمة العربية 1973

القمة العربية 1973 مؤتمر الجزائر- 1973م، عقد في 26 نوفمبر 1973 في الجزائر، وحضرته ست عشرة دولة عربية بمبادرة من سوريا ومصر بعد حرب أكتوبر/ تشرين أول، وقاطعته العراق وليبيا.
صدر عن المؤتمر بيان ختامي ومجموعة من القرارات، أهمها:
- إقرار شرطان للسلام مع إسرائيل: الأول: انسحاب إسرائيل من جميع الأراضي العربية المحتلة وفي مقدمتها القدس. الثاني: استعادة الشعب الفلسطيني لحقوقه الوطنية الثابتة.
- تقديم جميع أنواع الدعم المالي والعسكري للجبهتين لسورية والمصرية من أجل استمرار نضالهما ضد العدو الصهيوني.
- استمرار استخدام سلاح النفط العربي ورفع حظر تصدير النفط للدول التي تلتزم بتأييدها للقضية العربية العادلة. وتوجيه تحية تقدير للدول الأفريقية التي اتخذت قرارات بقطع علاقاتها مع إسرائيل.
- القيام بإعادة تعمير ما دمرته الحرب من أجل رفع الروح النضالية عند الشعوب العربية.
- انضمام الجمهورية الموريتانية إلى الجامعة العربية.[1]